# Ben Vet
Ben Vet (2 februari 1968) is een Nederlandse oud-atleet, die gespecialiseerd was in het kogelstoten en het discuswerpen. Hij werd driemaal Nederlands indoorkampioen en achtmaal Nederlands kampioen outdoor.

## Loopbaan
Tijdens zijn eerste seniorenjaren moest Vet het in eigen land opnemen tegen Erik de Bruin, die al sinds het begin van de jaren tachtig onaantastbaar was bij het kogelstoten en discuswerpen. De zilveren medailles die Vet in 1990, 1991 en 1993 op Nederlandse kampioenschappen bij het discuswerpen veroverde, waren dan ook het maximaal haalbare. Pas toen De Bruin in 1993 zijn carrière abrupt beëindigde, nadat hij positief was bevonden bij een dopingcontrole en als gevolg daarvan door de IAAF voor vier jaar werd geschorst, was voor Vet de weg vrijgemaakt naar hoogwaardiger eremetaal. Hiervan maakte hij maximaal gebruik en vanaf 1994 was hij in Nederland de te kloppen atleet. In zes jaar tijd veroverde de Noord-Hollander acht nationale titels bij het kogelstoten (vijf outdoor en drie indoor) en drie bij het discuswerpen.
Ben Vets beste jaar was wellicht 1996, toen hij bij het discuswerpen met een PR-worp van 62,40 m de limiet voor de Olympische Spelen in Atlanta (62,00 m) overschreed. Hij deed dit echter tijdens een avondwedstrijd in Zaandam, een wedstrijd die niet voldeed aan de eis dat limietprestaties moesten worden geleverd in sterk bezette wedstrijden. Vet vond het niet zo’n punt, meende die prestatie later nog weleens te zullen herhalen, maar dat lukte niet. En zo ging Atlanta aan zijn neus voorbij. 'Jammer, want ik had de Spelen graag op mijn c.v. gehad', aldus Vet in 2010.
In de jaren die volgden veroverde hij bij het kogelstoten nog een vijftal nationale titels, maar bij het discuswerpen moest hij de eer steeds aan anderen laten.
Vet beëindigde zijn atletiekcarrière in 2004. Sindsdien combineert hij zijn baan als atletiekdocent aan de ALO in Amsterdam met het trainerschap bij atletiekvereniging Phanos, waar hij zijn eigen werpersteam, 'Team Vet', begeleidt. Hij gaf training aan onder anderen voormalig sprinter Guus Hoogmoed en veelvoudig kogelstootkampioene Melissa Boekelman.

## Nederlandse kampioenschappen
Outdoor
| Onderdeel    | Jaar                         |
| ------------ | ---------------------------- |
| kogelstoten  | 1994, 1995, 1996, 1998, 1999 |
| discuswerpen | 1994, 1995, 1996             |

Indoor
| Onderdeel   | Jaar             |
| ----------- | ---------------- |
| kogelstoten | 1997, 1998, 1999 |

## Persoonlijke records
Outdoor
| Discipline   | Prestatie | Plaats  | Datum      |
| ------------ | --------- | ------- | ---------- |
| kogelstoten  | 19,10 m   | Zwolle  | 9 mei 1999 |
| discuswerpen | 62,40 m   | Zaandam | 8 mei 1996 |

Indoor
| Discipline  | Prestatie | Plaats   | Datum            |
| ----------- | --------- | -------- | ---------------- |
| kogelstoten | 18,28 m   | Den Haag | 20 februari 1999 |

## Palmares

### kogelstoten
- 1988: 7e NK - 14,49 m
- 1989: 6e NK - 15,54 m
- 1990: 5e NK - 15,92 m
- 1991: 5e NK - 16,10 m
- 1992:  NK indoor - 16,39 m
- 1992:  NK - 15,60 m
- 1993: 5e West Athletic Games te Sittard - 16,02 m
- 1993: 4e NK - 16,59 m
- 1994:  NK - 16,73 m
- 1995: 6e Europa Cup te Basel - 16,46 m
- 1995:  NK - 17,89 m
- 1996:  Ter Specke Bokaal te Lisse - 19,00 m
- 1996:  Europa Cup te Oordegem - 17,40 m
- 1996:  NK - 18,35 m
- 1997:  NK indoor - 17,84 m
- 1997:  Interl. Frankrijk-Italië-Benelux-Engeland te Liévin - 17,62 m
- 1997: 4e Europa Cup te Dublin - 17,44 m
- 1997:  NK - 17,80 m
- 1998:  NK indoor - 17,68 m
- 1998:  NK - 18,62 m
- 1999:  NK indoor - 18,28 m
- 1999: 4e Europa Cup te Lahti - 18,47 m
- 1999:  NK - 18,28 m
- 2002:  NK - 17,10 m

### discuswerpen
- 1988: 6e NK - 48,02 m
- 1989: 5e NK - 50,52 m
- 1990:  NK - 50,62 m
- 1991:  NK - 52,66 m
- 1992: 4e NK - 51,20 m
- 1993: 6e West Athletic Games - 50,94 m
- 1993:  NK - 52,04 m
- 1994:  NK - 52,56 m
- 1995: 6e Europa Cup te Basel - 54,96 m
- 1995:  NK - 57,86 m
- 1996:  Ter Specke Bokaal - 59,08 m
- 1996: 5e APM Memorial - 60,70 m
- 1996:  Europa Cup te Oordegem - 59,58 m
- 1996:  NK - 59,32 m
- 1997:  NK - 56,96 m
- 1998:  NK - 57,18 m
- 1999:  NK - 58,48 m
- 2000:  NK - 59,10 m
- 2001:  Papendal Games - 54,19 m
- 2001: 4e NK - 52,41 m
- 2002: 4e Papendal Games - 52,07 m
- 2002:  NK - 53,72 m
- 2003: 6e Papendal Games - 53,86 m
- 2003:  NK - 55,08 m
- 2004: 5e NK - 52,95 m